# Mar del Diablo

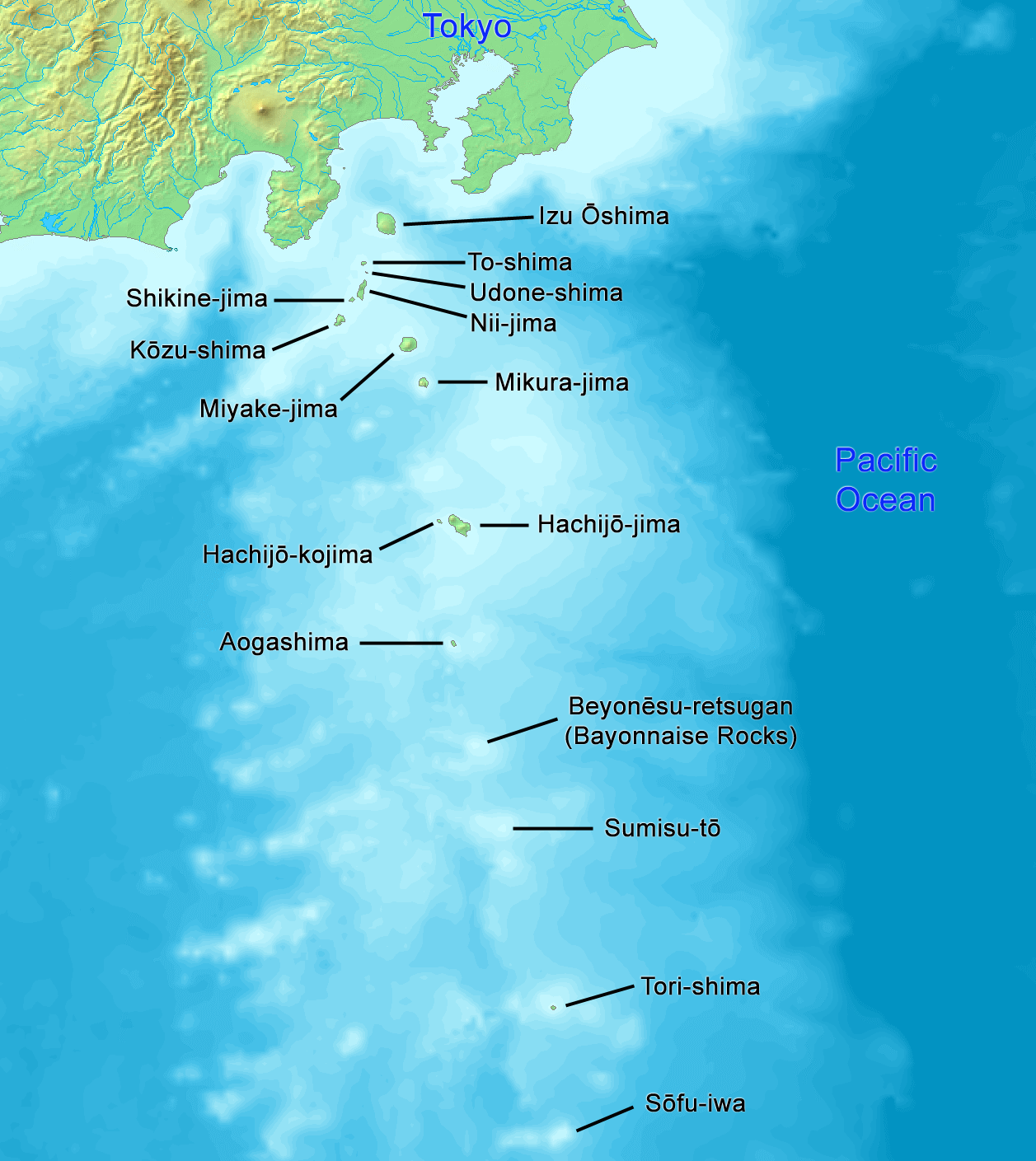
Mapa del archipiélago Izu, centro de las leyendas del Mar del Diablo.

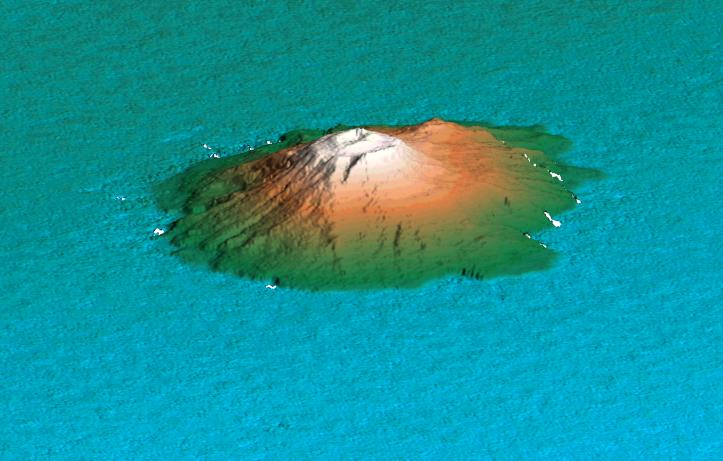
La isla Miyake, cerca de 100 km al sur de Tokio.

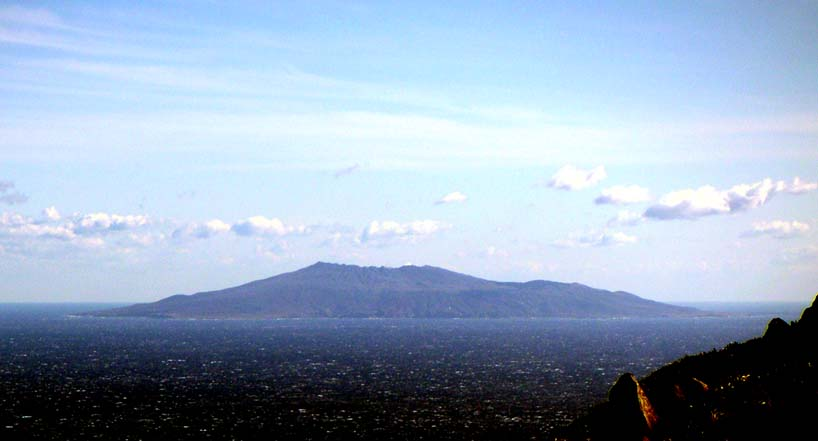
La isla Miyake vista desde la isla Kozu.

El mar del Diablo (魔の海 Ma no Umi?), también conocido como el Triángulo del Dragón, el Triángulo de Formosa y el Triángulo de las Bermudas del Pacífico, es una región del Pacífico alrededor de la isla Miyake, más o menos a 100 kilómetros del sur de Tokio.
Se dice que una de las esquinas del triángulo está en la isla de Guam.
Si bien el nombre es utilizado por los pescadores japoneses, este no aparece en las cartas náuticas.
En la cultura popular, el mar del Diablo es, junto con el Triángulo de las Bermudas, un área donde los barcos y los aviones desaparecen bajo circunstancias misteriosas.
En cambio, los japoneses no consideran que el mar del Diablo sea más misterioso o peligroso que otras aguas costeras de Japón.[cita requerida]
Contrario a varias declaraciones, ni el mar del Diablo ni el Triángulo de las Bermudas se localizan en la línea agónica, donde el norte magnético iguala el norte geográfico. La declinación magnética en esta área es de alrededor de los 60°.

## Declaraciones de Charles Berlitz
El escritor estadounidense de fenómenos paranormales, Charles Berlitz, escribió un libro llamado The Dragon's Triangle (El Triángulo del Dragón; 1989).
Según él, el Triángulo del Diablo aparece como una zona peligrosa en los mapas japoneses. También afirma que en los años de paz entre 1952 y 1954, Japón perdió cinco buques militares con un total de tripulación desaparecida que supera las 700 personas.[cita requerida]
El gobierno japonés, en su afán por saber el motivo de la pérdida de barcos y personal, financió un buque de investigación tripulado por más de cien científicos, para estudiar el mar del Diablo.[cita requerida]
No obstante, el buque desapareció con todos los científicos, por lo que Japón etiquetó el área como zona peligrosa.

### Refutación de Berlitz
Según la investigación de Larry Kusche, esos «buques militares» eran buques de pesca,[cita requerida] y algunos de ellos se perdieron fuera del mar del Diablo, incluso tan lejos como Iwo Jima (1000 kilómetros al sur de Japón).
También señala que, en aquella época, cada año se perdían centenares de botes de pesca alrededor de Japón.
El buque japonés de investigación que mencionaba Berlitz, llamado Kaiyo Maru n.º 5, con una tripulación de 31 personas a bordo (no 100), fue destruido por una erupción el 24 de septiembre de 1952 en una misión de investigación sobre la actividad de un volcán submarino, el Myōjin-shō, a unos 300 kilómetros al sur del mar del Diablo.
Se recuperaron algunos restos.